# Fritz Lamprecht (Admiral)
Fritz Lamprecht (* 9. August 1893 in Seelzerthurm; † 23. Juli 1961)  war ein deutscher Vizeadmiral der Kriegsmarine.

## Leben
Fritz Lamprecht trat im April 1911 in die Kaiserliche Marine ein. Später diente er bis Januar 1915 auf der König Albert und dann bis Juni 1916 auf der Kronprinz. Anschließend kam er bis Oktober 1916 zur Ausbildung an die U-Bootsschule und kam bis April 1917 als Wachoffizier auf die U 43. Er wechselte in der gleichen Position für einen Monat auf das Torpedoboot D 10, welches Begleitschiff der 5. U-Boots-Halbflottille war, und ging dann bis September 1918 auf die U 97. Für einen Monat war er Kommandant von UB 100 und anschließend bis Kriegsende Kommandant von UC 45. Am 26. April 1917 war er zum Oberleutnant zur See befördert worden.
Nach dem Krieg wurde er in die Reichsmarine übernommen und hier am 1. Oktober 1921 erst Kapitänleutnant und dann am 1. September 1929 Korvettenkapitän. 1931 war der Kommandeur der IV. Marineartillerieabteilung in Cuxhaven.
Als Kapitän zur See (Beförderung am 1. Oktober 1936) war er 1936 Kommandant der Sperrschule Kiel und zeitgleich Chef des Schulverbands der Sperrschule. Von November 1938 bis November 1939 war er Chef der Abteilung MWa VI (Abteilung Sperrwaffen) des Marinewaffenamtes im OKM. Mit der Einrichtung im November 1939 wurde er Chef der Amtsgruppe Sperrwaffen (SWa) im OKM. Am 1. Dezember 1940 wurde er gemeinsam mit Walter Krastel und Robin Schall-Emden zum Konteradmiral befördert. Im August 1942 gab er die Amtsgruppe ab und Krastel übernahm den Posten als Chef der Amtsgruppe Sperrwaffen von Lamprecht. In Vertretung war er von September 1942 bis November 1942 Kommandant der Seeverteidigung Krim und im November 1942 Kommandant der Seeverteidigung Ukraine. Ab Dezember 1942 war er bis Juli 1944 als Inspekteur bei der Rüstungsinspektion Niederlande. Im Februar 1943 wurde er Vizeadmiral. Von August 1944 bis Kriegsende war er Kommandeur der Marine-Bordflak-Brigade Nord. Ab April 1945 war Lamprecht zugleich Chef der Übersetzungsstäbe Ems-Weser-Elbe. Zu Kriegsende kam er in Kriegsgefangenschaft, aus welcher er am 25. April 1947 entlassen wurde.